# 威士忌灣
63°53′S 58°9′W / 63.883°S 58.150°W
威士忌灣（Whisky Bay），是南極洲的海灣，位於葛拉漢地的詹姆斯羅斯島西北部，處於林克角和斯通利角之間，由奧托·努登舍爾德率領的瑞典探險隊發現，現時由南極條約體系管理。